# بارك جونغ-جين (لاعب كرة قدم)
بارك جونغ-جين (هانغل: 박종진) هو لاعب كرة قدم كوري جنوبي في مركز الوسط، ولد في 24 يونيو 1987 في كوريا الجنوبية. شارك مع منتخب كوريا الجنوبية تحت 20 سنة لكرة القدم. أما مع النوادي، فقد لعب مع جيف يونايتد تشيبا وسوون سامسونغ بلووينغز وميتو هوليهوك.

## وصلات خارجية
- بارك جونغ-جين (لاعب كرة قدم) على موقع الاتحاد الدولي (مؤرشف)  (الإنجليزية)
- بارك جونغ-جين (لاعب كرة قدم) على موقع رابطة كرة القدم اليابانية للمحترفين (اليابانية)
- بارك جونغ-جين (لاعب كرة قدم) على موقع دوري كوريا الجنوبية (الإنجليزية)
- بارك جونغ-جين (لاعب كرة قدم) على موقع قاعدة بيانات كرة القدم.إي يو (الإنجليزية)
- بارك جونغ-جين (لاعب كرة قدم) على موقع Soccerway.com (الإنجليزية)